# Metaphidippus pallens
Metaphidippus pallens là một loài nhện trong họ Salticidae.
Loài này thuộc chi Metaphidippus. Metaphidippus pallens được Frederick Octavius Pickard-Cambridge miêu tả năm 1901.